# Catedral de Viterbo
La catedral de Viterbo (en italiano: duomo di Viterbo), también conocida como catedral  de San Lorenzo (en italiano: cattedrale di San Lorenzo), es el principal lugar de culto de la ciudad de Viterbo (Lacio, Italia) y la catedral de la diócesis homónima. La iglesia tiene una imponente estructura románica que data del siglo xii, aunque la fachada, debido a las modificaciones del siglo xvi, presenta un estilo renacentista. En marzo de 1940, el papa Pío XII la elevó a la dignidad de basílica menor. La catedral forma parte del conjunto monumental de la Colina de la Catedral de Viterbo y custodia los restos mortales del papa Alejandro IV.

## Historia

### Localización

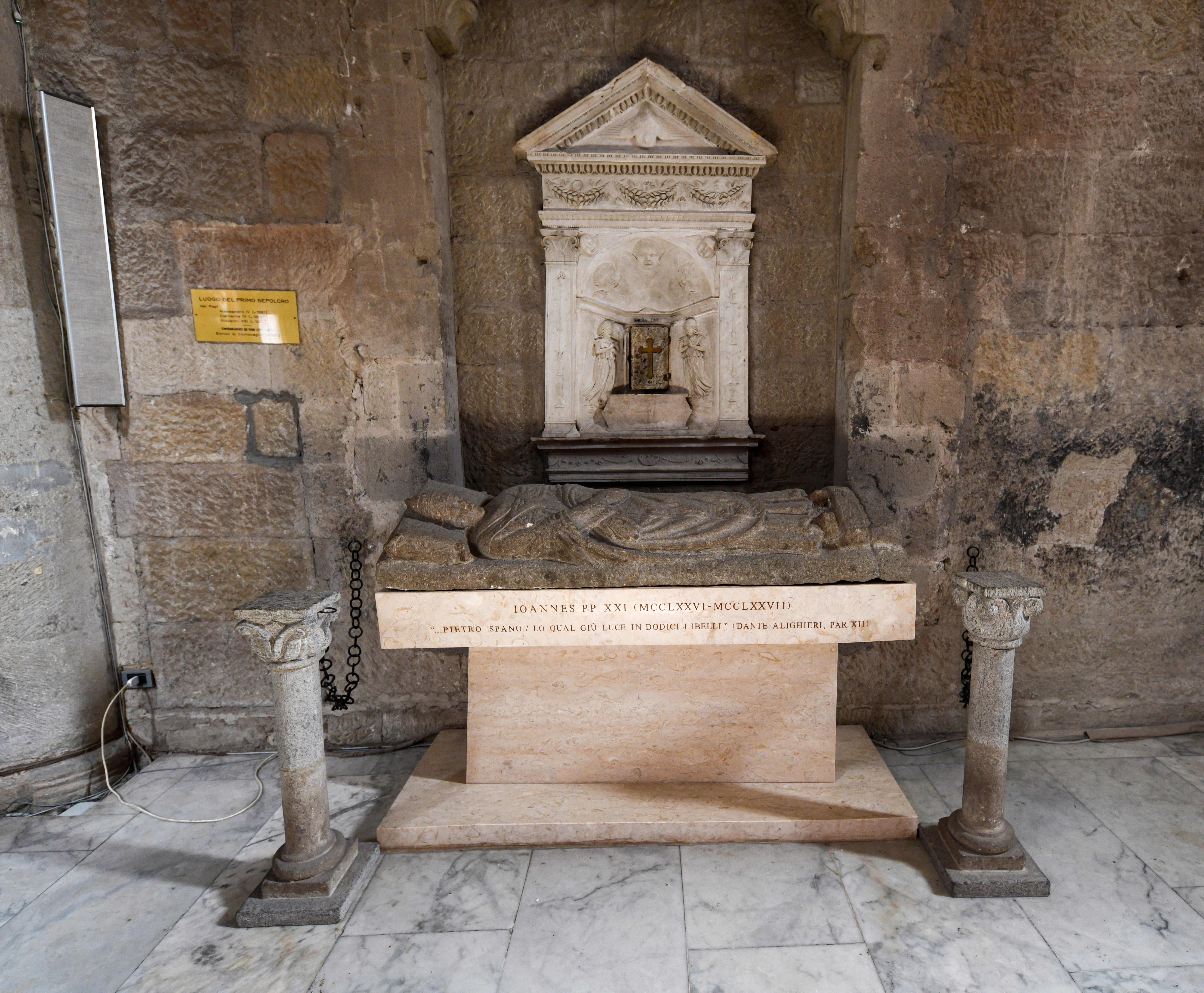
La tumba honorífica del papa Juan XXI en la catedral de Viterbo.

La catedral fue construida en una colina de la ciudad a finales del siglo xii, en lugar de una pequeña iglesia dedicada a san Lorenzo que databa del siglo vii, a su vez erigida sobre las ruinas de un templo pagano dedicado a Hércules. Ya durante la construcción de la catedral, la ciudad se estaba desarrollando hacia el norte, a lo largo de las laderas de la propia colina, lo que hacía que los desplazamientos fueran menos ágiles. Los obispos de la diócesis intentaron compensar este inconveniente garantizando a la catedral unos privilegios religiosos especiales. La ciudad de Viterbo y sus alrededores fueron elevadas a la categoría de diócesis por el papa Celestino III en 1192 y la iglesia de San Lorenzo se convirtió así en la catedral de la diócesis.

### Residencia papal
La catedral asumió una gran importancia en la segunda mitad del siglo xiii, cuando ella y el vecino Palacio Papal se convirtieron en la sede del papado. Dos papas fueron enterrados en la catedral: Alejandro IV (1199–1261), de nombre secular Rinaldo di Jenne, que se había refugiado en Viterbo temiendo ser capturado por Manfredo de Sicilia y cuya tumba se ha perdido; y Juan XXI (1210–1277), de nombre secular Pedro Julião, el único papa de origen portugués, que murió después de ser víctima de un grave accidente en el palacio papal: la bóveda de su estudio se derrumbó sobre él, probablemente por un defecto de construcción. Su tumba todavía puede verse al fondo de la nave izquierda. En mayo del 2000, se colocó en la catedral una tumba honorífica especial por voluntad de Juan Pablo II.

## Descripción

### Exterior

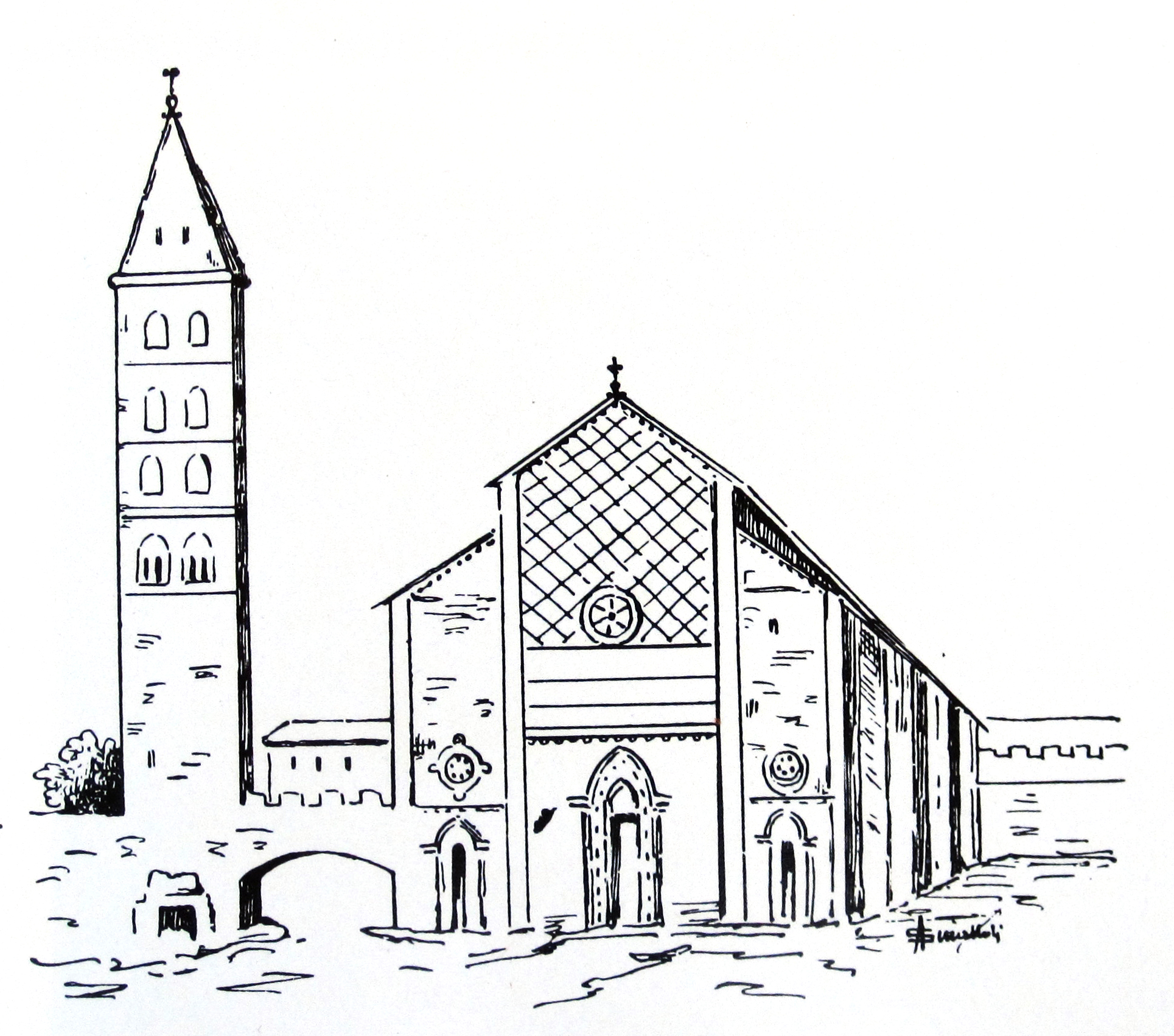
Dibujo del estado de la catedral de Viterbo en el siglo xii o xiii.

La catedral, tal como fue construida en el siglo xii, está orientada hacia el este y conectada directamente con el Palacio Papal, que domina la ciudad. Su fachada original era de estilo románico (a salientes) con un bello rosetón central, cuyos restos se conservan en el Museo de la Colina de la Catedral de Viterbo.
La actual fachada contrasta profundamente con los edificios de los alrededores, de época medieval, ya que, además de no estar construida en piedra como ellos, está diseñada en estilo renacentista, por voluntad del cardenal Gambara (1533–1587), obispo de la diócesis de Viterbo entre 1568 y 1580, que ordenó la remodelación de la catedral. Desde el exterior, el único elemento original visible es el campanario, formado en su parte superior por capas marcadas por bíforas dobles y franjas horizontales policromas que alternan el blanco del travertino local con el azul del basalto. El acceso a los portales se realiza a través de una pequeña escalinata.

### Interior

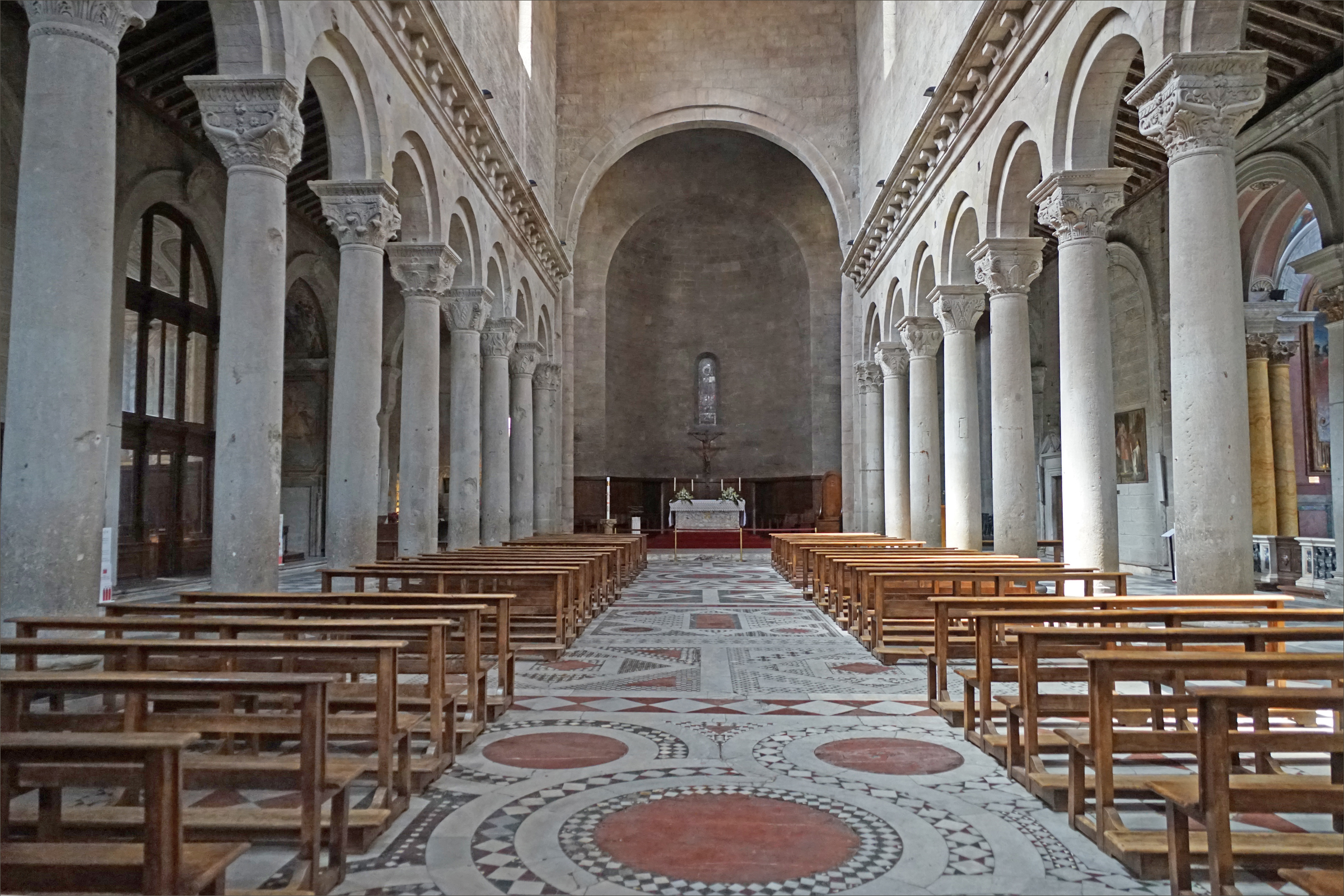
La nave central de la catedral, con el pavimento cosmatesco.

El interior, con tres naves separadas por dos órdenes de columnas unidas por arcos de medio punto y dotado de un pavimento cosmatesco, fue modificado en el siglo xvi, cuando en las paredes laterales se abrieron diez capillas: esto conllevó la pérdida de los frescos pintados en los muros, que fueron demolidos para permitir la construcción de las capillas. En el siglo xvii se edificó una bóveda de cañón decorada en 1681 por Urbano Romanelli, que impedía la vista de los tijerales visibles en la actualidad. Data de esta misma época la prolongación de la nave central y la construcción del ábside barroco (actualmente escondido por la reconstrucción de un ábside moderno en lugar del románico), visitable, junto con la sacristía y el Palacio Papal, desde el Museo de la Colina de la Catedral de Viterbo. Gran parte de estas modificaciones fueron eliminadas tras la Segunda Guerra Mundial: en 1944, la explosión de una bomba que cayó en la catedral durante un bombardeo produjo ingentes daños y la posterior restauración proporcionó la ocasión perfecta para devolver el interior de la iglesia a su presumible aspecto románico. Así, ocho de las diez capillas fueron tapiadas, junto con la zona del ábside.

### Órgano
En las dos paredes de fondo del transepto, sobre dos muebles de madera, se encuentra el órgano de la catedral, fabricado en 1964 por la empresa organera Zenoni de Pescara y restaurado y ampliado en 2004 por la empresa Maggiora de Florencia. De transmisión eléctrica, su consola se encuentra en la nave derecha y el instrumento consta de tres teclados de sesenta y una notas cada una y un pedalero cóncavo-radial de treinta y dos notas. En diciembre de 2019 se instaló un órgano portátil-litúrgico «compacto» de la empresa F. Zanin de Codroipo (provincia de Údine) que consta de dos teclados de sesenta y una notas y un pedalero de treinta notas.

### Obras

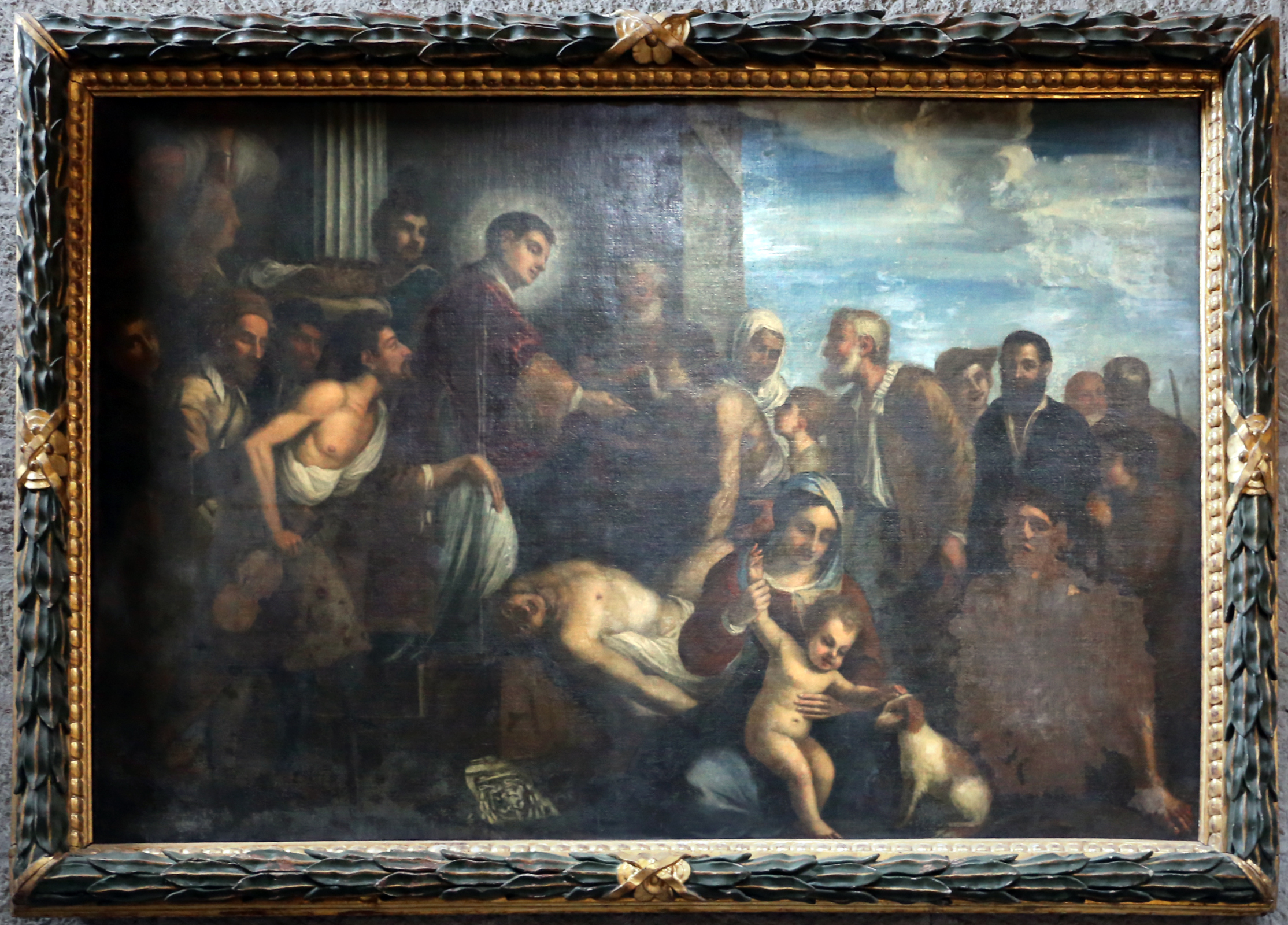
San Lorenzo con los pobres de Carlo Maratta.

La catedral contiene algunas obras de arte pictóricas y escultóricas:
- Fresco del siglo xvi de la Virgen con el Niño ofreciendo el anillo de las bodas místicas a santa Catalina en presencia de santa Bárbara, san Pedro, san Francisco, san Ambrosio y san Bernardino, obra de Antonio del Massaro da Viterbo, llamado Il Pastura.
- Busto de Letizia Cristina Bonaparte (1804–1871),[D] obra del escultor sienés Giovanni Dupré (1817–1882), realizado un año después de la muerte de Letizia Cristina.
- Fuente bautismal de mármol, obra de 1470 de Francesco di Ancona. Sobre su base, a patas de león, está una cuenca circular finamente decorada y coronada por un templete triangular.
- Lienzo de Giovanni Francesco Romanelli (1612–1662) que representa la Sagrada Familia con san Bernardino. También es de Romanelli un cuadro que representa a San Lorenzo en la nave opuesta.[E]
- Cuadro que representa a San Lorenzo administrando la comunión, obra del pintor romano Marco Benefial (1684–1764). Del mismo autor es un lienzo que representa a San Lorenzo, expuesto en la nave opuesta (la izquierda).
- Tabla anónima del siglo xii que representa a la Virgen de la Carbonara, representación en estilo bizantino colocada en la zona izquierda del ábside y considerada una versión anticipadora de la famosa tabla expuesta en la basílica de Santa María la Mayor de Roma.
- Cuadro del pintor Carlo Maratta (1625–1713) que representa a San Lorenzo con los pobres.
- Tabla que representa a Cristo bendiciendo entre los santos Juan Evangelista, Leonardo, Pedro y Juan el Bautista, obra de Gerolamo da Cremona, activo en el siglo xv, que la pintó en 1472 por encargo de Francesco Maria Settala, obispo de Viterbo entre 1472 y 1491.

## Piazza di San Lorenzo

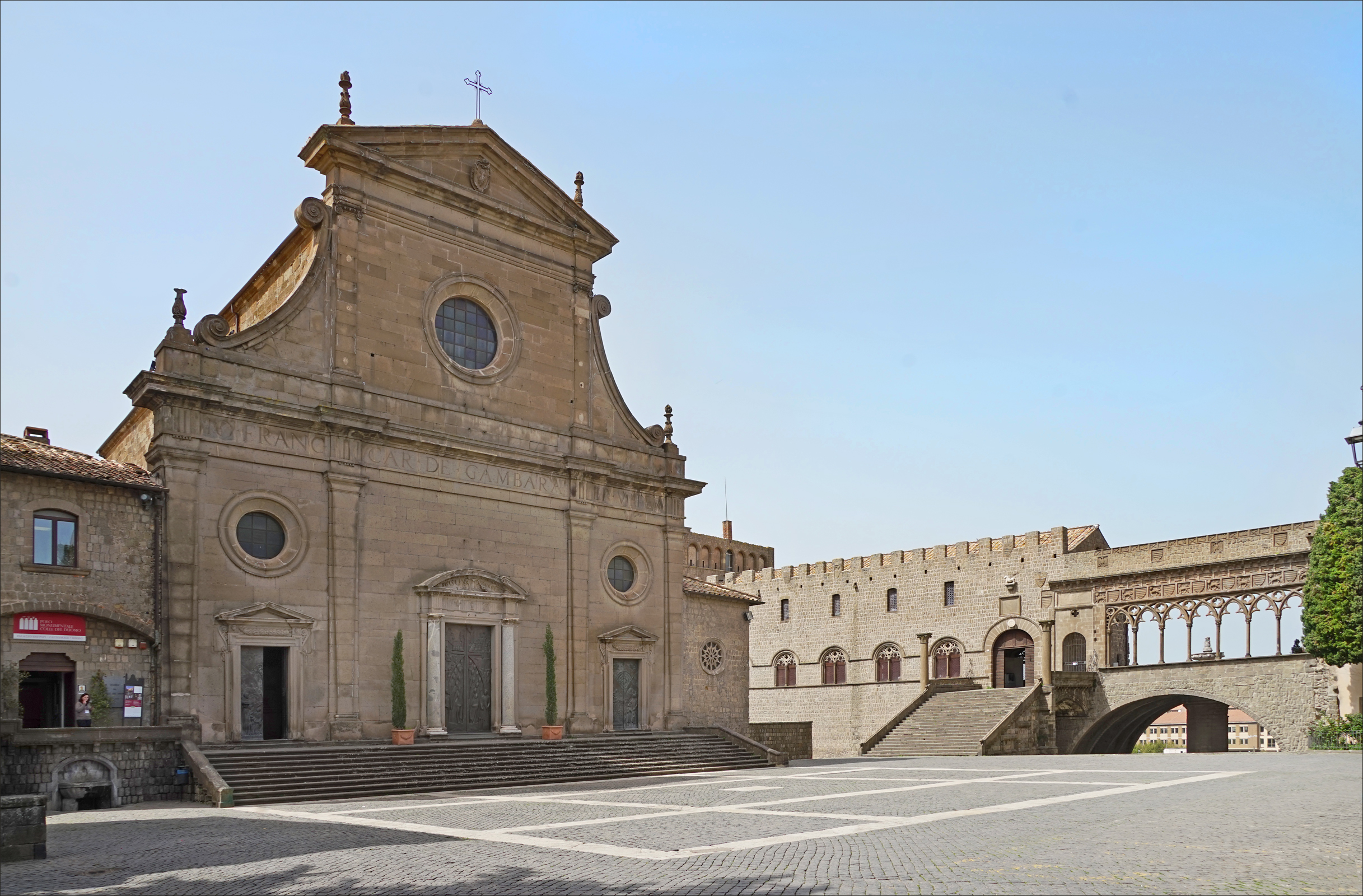
La logia del Palacio Papal vista desde la Piazza San Lorenzo.

La Piazza di San Lorenzo, aunque está dominada por la catedral y su campanario, está rodeada por otros edificios de importancia histórico-arquitectónica, incluido el antiguo hospital de la ciudad, cuyos cimientos etruscos son claramente visibles al nivel de la calle. En el lado meridional de la plaza se encuentra la Casa de Valentino della Pagnotta, un edificio del siglo xiii así denominado por el nombre del prior que lo compró en 1458. Una escalinata de tres escalones da acceso a un pórtico con dos arcos de medio punto, separados por una columna, mientras la planta superior está adornada por dos bíforas. El palacio fue dañado por los bombardeos de 1944, pero fue reconstruido exactamente como era originalmente. El lado septentrional de la plaza está dominado por la logia del Palacio Papal de Viterbo, prolongada y reconstruida en 1266 tras la elección de Viterbo como sede papal. La logia comunica el Palacio Papal propiamente dicho, en concreto, la Sala del Cónclave, con los edificios del lado este de la plaza.